# Асоціація регіональних польських пивоварень
Асоціація регіональних польських пивоварень — Польське Пиво (пол. Stowarzyszenie Regionalnych Browarów Polskich — Polskie Piwo) — асоціація виробників малого та середнього виробництва пива у Польщі. Штаб-квартира організації знаходиться в Ольштині. 

## Характеристика
Асоціація була заснована в 1995 році як Асоціація малих та середніх польських пивоварень. Поштовхом до її створення стало рішення Міністерства фінансів скасувати диференціацію ставки акцизного збору на пиво. 
Цілі асоціації: інтеграція оточення польських виробників пивоварних заводів; представництво економічних інтересів асоційованих членів у галузі їх виробничої, комерційної та сервісної діяльності стосовно державних органів та органів місцевого самоврядування; відстоювання ідеалів економічної свободи, абсолютної поваги до прав власності, свободи та відповідальності в економічній сфері; формування та поширення принципів етики в бізнесі, зокрема розробка та вдосконалення стандартів добросовісної поведінки в господарських операціях; проведення рекламних заходів для членів та допомога у встановленні ділових контактів; стимулювання економічного життя окремих регіонів країни; формування культури пиття пива. 
У 2005 році асоціація прийняла свою нинішню назву. З 2007 року організація підтримує розвиток регіонального кластеру пивоварних заводів у Польщі. 

## В даний час асоційовані пивоварні
- Browar Amber
- Browar BrowArmia
- Browar Witnica
- Browar Fortuna
- Browar Grybów
- Browar w Grodzisku Wielkopolskim
- Browar Jabłonowo
- Browar Kormoran
- Krajan Browary Kujawsko-Pomorskie
- Browar Zamkowy
- Browar Spiż
- Browar Zodiak
- Browar Czarnków